# Walter Becher
Walter Becher (* 1. Oktober 1912 in Karlsbad, Österreich-Ungarn; † 25. August 2005 in Pullach) war ein deutscher Journalist und Politiker (Deutsche Gemeinschaft, GB/BHE, GDP, CSU). Er gehörte nach 1945 zu den führenden Vertretern und Lobbyisten der Sudetendeutschen und Vertriebenen und war von 1965 bis 1980 Mitglied des Deutschen Bundestages.

## Leben
Walter Becher stammt aus der Karlsbader Fabrikantenfamilie Becher, die dort seit 1530 ansässig war. Ihr bedeutendstes Produkt war der „Karlsbader Becherbitter“, der heute unter dem Namen „Becherovka“ vertrieben wird. Seine Eltern waren Anton Becher und dessen Ehefrau, eine geborene Hauptmann.
Nach der Matura an einem Realgymnasium studierte Becher 1931 bis 1936 Staatswissenschaften an der Universität Wien, wurde 1936 bei Othmar Spann in Volkswirtschaftslehre zum Dr. rer. pol. promoviert und war anschließend als Journalist tätig. Während des Studiums hatte er sich der Deutschen Gildenschaft angeschlossen.
Nach dem deutschen Einmarsch in das Sudetengebiet wurde Becher Schriftleiter bzw. Redakteur für Kunst, Wissenschaft und Unterhaltung des NS-Gauorgans Die Zeit in Reichenberg. Becher profilierte sich in den Jahren seiner journalistischen Arbeit als, so die Historikerin Heike Amos, „wütend antisemitischer, extrem nationalsozialistischer Hetz-Schreiber […] Walter Becher war ein nationalsozialistischer Schreibtischtäter, der mit seiner Propaganda sich der ‚Entjudung des Sudetengebietes‘, wie es im NS-Jargon hieß, verschrieben hatte.“ Bechers Umgang mit seiner NS-Vergangenheit, Verschweigen, Leugnen, Lügen, Verantwortung abschieben, mache es unmöglich, ihm ernsthafte Reue und ein politisches Umdenken nach 1945 zu attestieren. 1939/1940 wurde er im Zuge der Dresdner Prozesse gegen Angehörige des sudetendeutschen Spann-Kreises für sechs Monate in Dresden inhaftiert. 
Becher meldete sich 1940 freiwillig zur Wehrmacht und trat im Mai 1940 seinen Dienst an. Ab Juli 1942 war er als Kriegsberichterstatter bei verschiedenen Propagandakompanien in der Sowjetunion vor Moskau und bei Minsk im Einsatz. Die Art seiner Frontpropaganda ist noch ungeklärt. Bechers Ausführungen in seinen Memoiren sind nach Einschätzung der Historikerin Heike Amos unglaubwürdig und peinlich. Er wurde 1944 schwer verwundet und geriet zu Kriegsende in amerikanische Kriegsgefangenschaft.
Nach der Freilassung aus der Gefangenschaft kehrte Becher zunächst in seine Heimat zurück, floh aber noch 1945 nach Bayern, wo er sich in der Vertriebenenbewegung engagierte. Im Juli 1945 gehörte er zu den Initiatoren der Sudetendeutschen Hilfsstelle, die sich als Kern einer neuen „sudetendeutschen Volksgruppenführung“ verstand und nur ein Jahr später von der US-Militärregierung aufgelöst wurde. 1947 beteiligte er sich an der Gründung des Sudetendeutschen Rates, dessen Generalsekretär er bis 1982 war. Er war von 1956 bis 1958 Vorsitzender des Witikobundes. 1959 initiierte Becher das Komitee zum Schutz der Bürger gegen Diffamierung durch die Linkspresse. Außerdem war er Sprecher, bis 1968 stellvertretender Vorsitzender und anschließend bis 1982 Vorsitzender der Sudetendeutschen Landsmannschaft.
Bei den Landtagswahlen 1950 wurde Becher auf der Liste Deutscher Gemeinschaftsblock der Heimatvertriebenen und Entrechteten, einem Wahlbündnis von DG (6 Mandate) und BHE (20 Mandate) in den bayerischen Landtag gewählt und zunächst stellvertretender Vorsitzender der DG-Fraktion. Von 1954 bis zu seinem Ausscheiden aus dem Landtag 1962 war er Vorsitzender der GB/BHE-Fraktion.
Aufgrund der Wahlbündnisse der GDP zur Bundestagswahl 1965 mit CDU, CSU und SPD kam Becher über die CSU-Landesliste in den Deutschen Bundestag, dem er bis 1980 angehörte. Im Bundestag profilierte er sich als strikter Gegner der Ostpolitik der sozialliberalen Koalition.
Becher wurde 1962 mit dem Bayerischen Verdienstorden ausgezeichnet, 1972 mit dem Großen Verdienstkreuz der Bundesrepublik Deutschland. 1983 erhielt er den Europäischen Karlspreis der Sudetendeutschen Landsmannschaft für besondere Verdienste um das Selbstbestimmungsrecht und die Völkerverständigung.
1969 drehten die DDR-Regisseure Walter Heynowski und Gerhard Scheumann einen Dokumentarfilm über ihn unter dem Titel Der Präsident im Exil.
Walter Becher lebte in Pullach im Isartal im Landkreis München. Er war in erster Ehe mit Elisabeth Haas verheiratet. Dieser Ehe entstammt der Sohn Peter Becher.1973 heiratete Walter Becher Ditha Strallhofer.

## Parteienzugehörigkeit
Becher war zunächst Mitglied im „Kameradschaftsbund, Bund für gesamtgesellschaftliche Bildung“, der von Walter Heinrich im Sinne der Lehren Othmar Spanns ausgerichtet wurde. Während des Studiums in Wien trat er im Dezember 1931 unter der Mitgliedsnummer 896.129 in die Ortsgruppe Wien/Josefstadt der österreichischen NSDAP ein, was er später in seinen Memoiren leugnen sollte, und zahlte bis zum 25. April 1933  Mitgliedsbeiträge. Zu diesem Zeitpunkt zog er nach Karlsbad in die Tschechoslowakei, wo die NSDAP nicht organisiert war. Zum 1. November 1938 wurde er mit dem Aufnahmeort Reichenberg unter der Mitgliedsnummer 6.588.113 wieder in die NSDAP aufgenommen. Innerhalb der SdP hatte Becher zum Flügel des „Kameradschaftsbundes“ gehört. Einer Reihe von Führern des „Kameradschaftsbundes“, darunter auch Becher, machte man 1939 den Prozess wegen angeblicher Vergehen gegen § 175 Strafgesetzbuch. Becher saß sechs Monate in Dresden in Schutzhaft und wurde am 20. März 1940 wegen der Vorwürfe aus der NSDAP ausgeschlossen. Sein Wiederaufnahmeantrag wurde abgelehnt. Mit diesem Ablehnungsbescheid stilisierte sich Becher in seinen Memoiren 1990 zum Gegner und Opfer der NSDAP, obwohl er tatsächlich ein früher NS-Anhänger gewesen war.
Nach dem Zweiten Weltkrieg beteiligte Becher sich an der Gründung der Deutschen Gemeinschaft. Kurz vor den Landtagswahlen 1954 trat er zum BHE über. Am 8. Oktober 1957 verkündete er als Fraktionsvorsitzender des GB/BHE dessen Austritt aus der Viererkoalition und führte die Partei in eine Regierungskoalition mit der CSU unter Hanns Seidel. 1959 versuchte er mit der National-Demokratischen Union (NDU) eine konservative Sammlungsbewegung zu gründen, an der sich jedoch nur der BHE und der Witikobund sowie einige kleinere Organisationen beteiligten. Versuche, auch die DG und die FDP zu gewinnen, scheiterten. Durch die Fusion des BHE mit der Deutschen Partei wurde er 1961 Mitglied der Gesamtdeutschen Partei. Als diese 1962 ihre parlamentarische Repräsentanz in Bayern verlor, verhandelte er mit der FDP erfolglos über einen Übertritt. 1967 trat er der CSU bei.

## Schriften
- Zeitzeuge. Ein Lebensbericht, München 1990.